# Ali Mohamed Ali Al-Zarouni
Ali Mohamed Ali Al-Zarouni ist ein Diplomat der Vereinigten Arabischen Emirate.

## Leben
Er war Botschafter in Deutschland und zeitweise zunächst stellvertretender Doyen und dann Doyen der arabischen Botschafter in der Bundesrepublik. Zugleich fungierte er ab 2000 als Botschafter in Dänemark. In seiner Amtszeit wurde 2004 die neue Botschaft der Vereinigten Arabischen Emirate in Berlin eingeweiht. Später war er in den Vereinigten Emiraten als Leiter des Büros des Außenministeriums für amerikanische und europäische Angelegenheiten eingesetzt.